# Colin Munro MacLeod
 Colin Munro MacLeod  (28 de janeiro de 1909 - 11 de fevereiro de 1972) foi um geneticista canadense-americano. Foi um de um trio de cientistas que descobriram que o ácido desoxirribonucleico, ou DNA é responsável pela transformação das características físicas de bactérias, que subsequentemente levaram a sua identificação como a molécula responsável por hereditariedade.

## Biografia

### Da Infância a entrada na universidade McGill
MacLeod nasceu em Hastings, Scotia, Canadá, um dos oito filhos de uma professora e um pastor presbiteriano. Ele entrou na Universidade McGill com a idade de 16 anos, após saltar três séries na escola primária, e completou seus estudos médicos por 23 anos. MacLeod passou sua juventude no Canadá, onde a família vivia uma vida bastante instável deslocam entre Nova Scotia, Saskatchewan e Quebec. Como uma criança prodígio que deixou a escola secundária em Richmond, Quebec, com a idade de quinze anos, mas retornou para ensinar lá até que ele tinha idade suficiente para entrar na escola médica. Com a idade de vinte e três anos ele recebeu seu diploma de medicina na Universidade McGill. Dois anos mais tarde, em 1934, ele começou a investigação médica em Nova York, onde ele foi anexado ao Serviço Pneumonia dirigido por Rufus Cole e Oswald Avery no Hospital Instituto Rockefeller. Em 1938 ele se casou com Elizabeth Randol; eles tiveram uma filha. 
Possivelmente MacLeod tinha sido atraído pela ideia de pesquisa no Instituto Rockefeller por seu velho amigo Martin Henry Dawson, que trabalhava lá na transformação bacteriana em 1928 e 1929. Certamente MacLeod tinha lido o famoso artigo de Frederick Griffith descrevendo transformação bacteriana, enquanto ele era um estudante de medicina na Universidade McGill.  Em sua chegada em Nova York, ele rapidamente se preparou para tarefa de repetir os experimentos de Dawson e de JL Alloway. O antigo tinha conseguido na transformação em vitro, mas com células intactas mortas; os últimos extratos celulares substituído com sucesso para células inteiras.

### Desenvolvimento do tratamento antissoro de pneumonia pneumocócica e o fenômeno da transformação bacteriana
Depois de três anos dedicado a este tema MacLeod tinha melhorado muito os procedimentos experimentais, mas não tinha feito progressos suficientes para caracterizar princípio de transformação para justificar a publicação. Desanimado, ele deixou esta pesquisa, a fim de colaborar com Fank Horsfall e Kenneth Goodner no seu desenvolvimento do tratamento antissoro de pneumonia pneumocócica. Assim que MacLeod mudou para soroterapia do que a superioridade da quimioterapia a soroterapia começou a surgir com a introdução das sulfamidas. Ele prontamente se virou para o teste de sulfapiridina contra infecções pneumocócicas e informou sobre os efeitos colaterais desagradáveis desta droga, que incluíram náuseas, vómitos, e o aparecimento de erupções cutâneas. Ele também relatou o desenvolvimento de resistência ao fármaco, tanto no hospedeiro e no tubo de ensaio. Tipo I pneumococo, disse ele:
“Pode ser adaptado ao crescimento em concentrações crescentes de sulfapiridina até que finalmente irá multiplicar livremente em concentrações de fármaco que inibem o crescimento de organismos não tão acostumados. Durante todo o processo de adaptação do pneumococo não só retém a sua cápsula de tipo específico, mas a sua virulência bem. Esta estirpe "droga-rápido", ao contrário da estirpe parental a partir da qual foi derivada, não responder ao efeito terapêutico de sulfapiridina em infecções experimentais”
MacLeod estava descrevendo este fenômeno na linguagem da década de 1930, que assumiram que as bactérias adquirem novos personagens adaptativas de uma forma Lamarckiana. Estes estudos foram seguidos por uma tentativa, em colaboração com Avery, para identificar a substância misteriosa produzido no sangue de pacientes com infecções agudas de pneumonia. Eles chamaram de "proteína C-reativa," mas por que ele é produzido e qual a função que serve ter permanecido um enigma. Nesta fase (1940) Avery e MacLeod julgaram que era hora de voltar para transformação bacteriana. 
O fenômeno da transformação bacteriana foi algo de uma raridade. Cepas de pneumococo foram agrupados em um número de "tipos" com base em suas reações imunológicas e as diferentes constituições de seus casacos ou cápsulas de proteção açucarados. Eles poderiam perder seus casacos para se tornar "rough" (por conta da aparência das suas colónias), e eles poderiam reverter para a forma capsular que produziu colônias "suaves". Tal reversão espontânea de R para S estava sempre ao mesmo tipo capsular. Mais tarde nesse ano, McCarty se juntou ao laboratório de Avery, e em 1942, o grupo começou a se concentrar no DNA como o ingrediente indescritível na linhagem S como o fator responsável pela transformação de R pneumococos para S pneumococos. No entanto, cultivadas com as células mortas de um pneumococo S de outro tipo, as células R podia adquirir as cápsulas do tipo mortos; que poderia ser "transformada”. 
Antes MacLeod entrar no campus, o processo de transformação, embora in vitro, foi irregular, e as estimativas quantitativas de transformar a atividade não eram fiáveis. MacLeod isolou uma estirpe particular R do pneumococo tipo II (R36), que não tinha tendência a reversão espontânea para S e era muito suscetível a transformação por outros tipos de pneumococos. Ele também melhorou a forma, o aquecimento do fluido de peito para inativar enzimas que destruíram princípio de transformação, e adaptada para atingir as operações de transformação em grande escala. Como observou Walsh McDermott, MacLeod "tinha tomado um fenômeno quase sem forma, errático e tornou em algo previsível e mensurável."  Ele também tinha conseguido uma escala de produção suficiente para o isolamento e identificação de química princípio transformador. 
No início de 1943, Avery, MacLeod e McCarty tinha mostrado que DNA foi o fator de transformação, e em fevereiro de 1944, publicou o primeiro de uma série de artigos científicos no Diário de Medicina Experimental demonstrando que o DNA era princípio transformador.  Experiências subsequentes confirmaram DNA como um portador de informação genética universal.  No entanto, apesar da enorme importância científica deste trabalho, que ficou conhecido como o experimento Avery-MacLeod-McCarty, o trio não ganhou um Prêmio Nobel por sua descoberta. 

### Saída do Instituto do hospital Rockefeller e entrada na Universidade de Nova York
Em 1941 MacLeod deixou o Instituto do hospital Rockefeller para se tornar presidente do Departamento de Microbiologia da Faculdade de Medicina da Universidade de Nova York, ele continuou a seguir a pesquisa que Maclyn McCarty assumiu em sua chegada no instituto naquele ano, e o nome de MacLeod apareceu como um coautor no papel mundialmente famoso (1944) descreve a identificação de princípio transformador. 
Sua saída do instituto foi com relutância. Sua nomeação como um médico residente assistente e assistente em medicina não tinha sido um titular. Quando a oferta da Universidade de Nova York veio, o diretor do instituto, Thomas Rivers, pediu MacLeod a aceitar, pois, como McCarty descobriria mais tarde, Rivers estava prestes a trazer Frank Horsfall de volta ao instituto como membro pleno para ter sucesso Oswald Avery como diretor do Serviço de pneumonia. Por isso, foi com alguma tristeza segredo que MacLoed viu o trabalho de transformação retomada por McCarty em seu lugar. 
No momento da partida de MacLeod do instituto, Avery tinha chegado à conclusão de que o RNA, ou ácido nucleico de levedura como era então chamado, pensou um componente importante de células pneumocócicas, não era necessário para a transformação, mas que o extrato ativo continha uma pouco DNA. MacLeod, no entanto, não fez qualquer menção de DNA, em seu relatório de 1941, para o conselho de administração da ciência do instituto. Em vez disso, o alegado prosseguido necessidade de alguma da substância solúvel específica (o polissacárido da cápsula célula do dador) para estar presente para "Prime" a enzima produzida como um resultado da transformação. Além disso, o sucesso da transformação ainda foi muito variável devido a muitos fatores que influenciam o processo. Após MacLeod deixou o instituto, McCarty mostrou conclusivamente que o carboidrato era necessário para a transformação e, gradualmente, durante 1942, juntamente com Avery e MacLeod, ele chegou à conclusão de que a substância ativa foi de DNA. Eles descreveram em 1944 como uma "forma altamente polimerizado e viscosa de nucleada desoxirribose de sódio.

### Entrada de Colin no Conselho do Exército Epidemiológico
MacLeod foi desviado de pesquisa sobre Streptococcus pneumoniae e DNA às questões de saúde e ciências relacionadas com a Segunda Guerra Mundial. Na época, doenças microbianas, tais como febre tifoide, malária e pneumonia representava uma ameaça significativa para a saúde dos militares norte-americanos. Durante a guerra, MacLeod foi um dos muitos cientistas e médicos de universidades que aconselhou o governo federal em questões médicas "quando solicitado." Em 1941, foi nomeado presidente do Departamento de Microbiologia da escola de medicina da universidade de Nova York, e trabalhou como consultor para o Unidos. Ele se tornou um membro oficial do Conselho do Exército Epidemiológico que em 1949 foi ampliado para incluir todas as forças armadas e renomeado Conselho das forças armadas epidemiológicas ou Armed Forces Epidemiological Board(AFEB)  MacLeod se tornou presidente do conselho de administração em 1947, cargo que ocupou até 1955. A organização do AFEB em doze comissões da doença prenunciou a organização do Programa de Ciência da Cooperativa Médica EUA-Japão em seus painéis relacionados com a doença.
No final da II Guerra Mundial, o Congresso deu aos Institutos Nacionais de Saúde autoridade para tomar prêmios de pesquisa externos, criando seus programas de extensão universitária, que hoje constituem quase 90 por cento do seu financiamento. O INS assumiu o financiamento de vários projetos de investigação que começou durante a guerra, e MacLeod, 1946-1949, serviu como um membro da primeira seção estudo do INS, a Seção de estudos Antibióticos. Com a sua experiência no recém-renomeado Defesa, MacLeod cresceu para o papel de consultor informal para vários diretores do INS e serviu em vários comitês de subsídios, comissões e grupos de trabalho. Assim, MacLeod tinha entrado na terceira fase de sua altamente bem-sucedida carreira com dois deles sendo um cientista de pesquisa laboratorial e cabeça-com departamento acadêmico várias incursões no reino da política de ciência e saúde internacional.
MacLeod foi eleito membro da Ciências, em 1955. Em 1956, ele deu a sua posição como chefe de microbiologia na Universidade de Nova York, passou vários anos na Pensilvânia, e depois voltou em 1960 para Universidade Nova York como um professor de medicina. No mesmo ano, o diretor do Instituto Nacional de Saúde James Shannon perguntou MacLeod para trabalhar com a Organização do Tratado do Sudeste Asiático para encontrar maneiras de resolver o problema da cólera. Outros cientistas do projeto foram Joseph Smadel do Instituto Nacional de Saúde, e Theodore Woodward e Soper. (Woodward serviu como um membro da delegação dos EUA de 1965 a 1995, e é agora membro emérito.) MacLeod, Smadel, Woodward, Soper, e os outros conselheiros científicos da Organização do tratado do sudeste asiático  recomendou o estabelecimento de um laboratório em Dacca , no Paquistão Oriental (hoje Dhaka, Bangladesh ), que poderiam conduzir a pesquisa de campo sobre a cólera . Soper se tornou o primeiro diretor da unidade, inicialmente chamado Laboratório de Pesquisa cólera, e mais tarde rebatizado de Centro Internacional de Pesquisas de Doenças diarreicas, Bangladesh (ICDDR, B). Vários anos depois, os recém-formados painéis USJCMSP cólera coordenado suas atividades de pesquisa e tratamento da cólera com o Laboratório de Pesquisa cólera.

### Colin e a Associação Americana de Imunologistas
Colin M. MacLeod teve seu registrado na associação américa de imunologistas e nos anos de 1949 – 1950 foi conselheiro desta associação, passando para o cargo de vice-presidente da mesma no período de 1950 - 1951 sendo o trigésimo quinto presidente, servindo de 1951 a 1952. MacLeod era professor e presidente do Departamento de Microbiologia da Universidade de Nova York (NYU) Colégio de Medicina 1941-1956 e, posteriormente, ocupou cargos administrativos importantes no governo federal e em fundações de pesquisa privadas. O trabalho científico para o qual ele é mais famoso é a descoberta, feita com Oswald T. Avery (AAI '20, presidente 1929-1930) e Maclyn McCarty (AAI '47), que o DNA é o material da hereditariedade.
MacLeod recebeu seu Medicinae Doctorem et chirurgiae Magistrum (M.D, C.D) na Universidade McGill, em Montreal em 1932 e interino no Hospital Geral de Montreal para os próximos dois anos. Em 1934, ele se mudou para Nova York e se juntou ao Instituto Rockefeller de Pesquisa Médica, onde trabalhou com Avery, como assistente primeiramente e, depois de 1938, como um associado. Em 1941, MacLeod deixou o Instituto Rockefeller para se tornar professor e presidente do Departamento de Microbiologia na Universidade de Nova York. 

### Colin como primeiro vice-diretor do escritório de ciência e tecnologia e sua morte
Ocupou o cargo por 15 anos, antes de se demitir e aceitar um emprego como professor Universidade de pesquisa e medicina da Pensilvânia, em 1956. Depois de quatro anos na Filadélfia, MacLeod voltou a Universidade de Nova York como professor de medicina em 1960. Três anos mais tarde, o presidente John F. Kennedy nomeou-o vice-diretor do Escritório da Casa Branca de Ciência e Tecnologia. MacLeod continuou a servir como consultor para a Casa Branca sobre a política que afeta a comunidade biomédica no governo do presidente Lyndon Johnson. MacLeod foi a primeira pessoa a ocupar o cargo de vice-diretor do escritório de ciência e tecnologia   e lá permaneceu até 1966, servindo como um conselheiro do presidente Lyndon B. Johnson após o assassinato de Kennedy. Não foi possível encontrar documentos que confirmam que conceberam de um empreendimento colaborativo de pesquisa médica entre os Estados Unidos e o Japão. No entanto, a ideia é muitas vezes atribuída a MacLeod, que se tornou presidente da primeira delegação dos EUA à USJCMSP em 1965. Em 1970, MacLeod se mudou para cidade de Oklahoma e tornou-se o presidente da fundação de pesquisa medica de Oklahoma, uma posição que ocupou até sua morte inesperada, dois anos depois. MacLeod morreu durante o sono durante uma escala em Londres a caminho de Bangladesh, onde ele estava viajando para inspecionar um laboratório de pesquisa de cólera para o Instituto Nacional da Saúde.